# Caramany
Caramany is een gemeente in het Franse departement Pyrénées-Orientales (regio Occitanie) en telt 143 inwoners (2005). De plaats maakt deel uit van het arrondissement Perpignan.

## Geografie
De oppervlakte van Caramany bedraagt 14,2 km², de bevolkingsdichtheid is 10,1 inwoners per km².

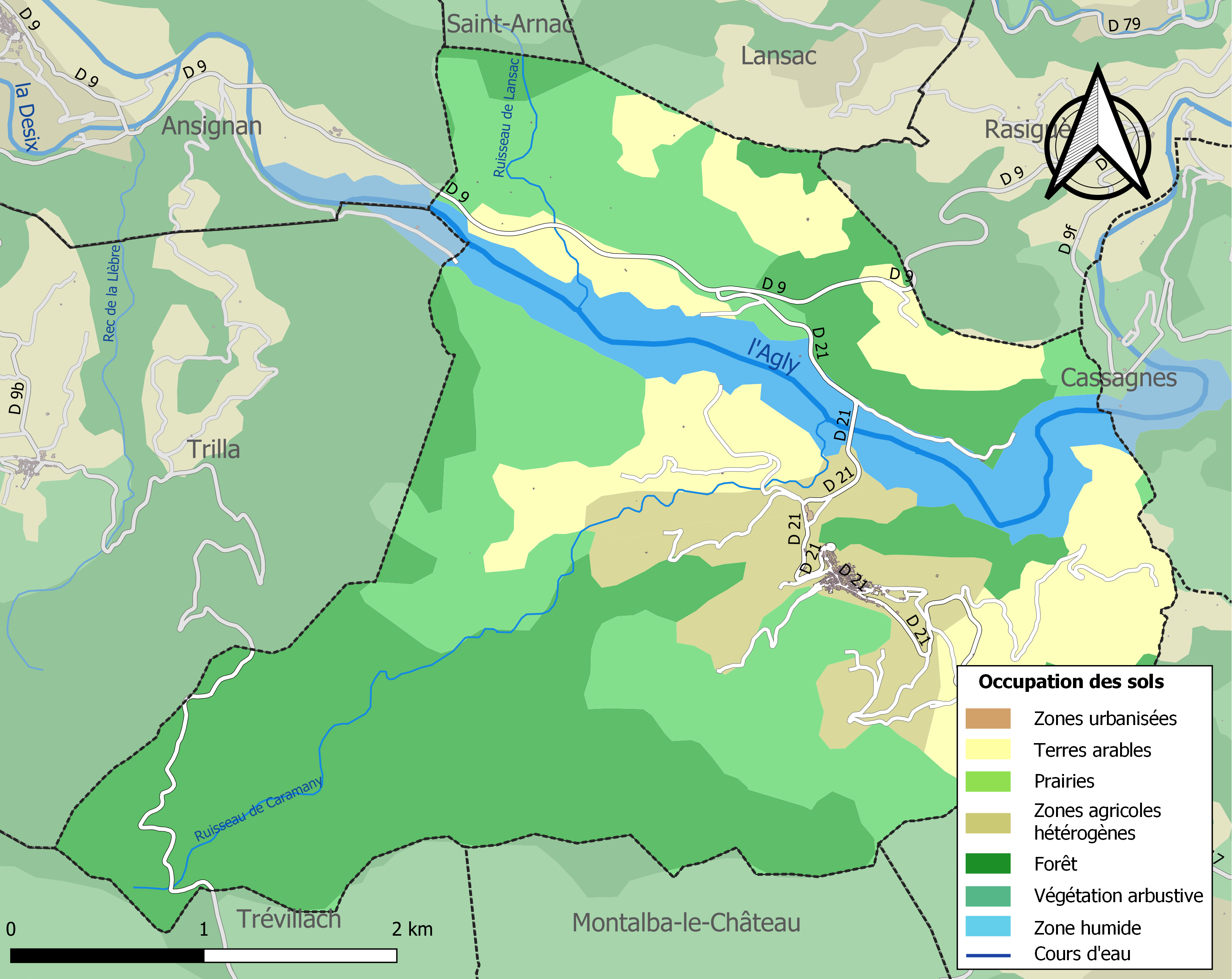
Kaart van de gemeente met de belangrijkste infrastructuur, bodemgebruik en omliggende gemeenten

## Demografie
Onderstaande figuur toont het verloop van het inwonertal (bron: INSEE-tellingen).